# Kabala (Türi)
Kabala – wieś w Estonii, w prowincji Järva, w gminie Türi.